# Emiliano Mulieri
Emiliano Mulieri (Mar del Plata, 14 agosto 1973) è un ex rugbista a 15 argentino, in carriera estremo o tre quarti ala.

## Biografia
Prodotto del vivaio del Belgrano, club della provincia di Buenos Aires, fu attivo a livello internazionale nell'Argentina a sette ed esordì nella nazionale a XV in occasione del campionato sudamericano 1997, dove totalizzò una sola presenza con due mete.
Dopo un intermezzo francese al Grenoble, fu in Italia nel 2004 a Calvisano per un quadriennio e, a seguire, al Benetton di Treviso per ulteriori 4 anni, vincendo nel complesso quattro scudetti e due Coppe Italia; nel 2010 si trasferì a Mogliano.
Tornato in patria, divenne giocatore-allenatore e dirigente del CUDS, club di Mar del Plata nel quale terminò la carriera agonistica nel 2015.

## Palmarès
- Campionati sudamericani: 1
Argentina: 1997
- Campionati italiani: 4
Calvisano: 2004-05
Benetton Treviso: 2006-07, 2008-09, 2009-10
- Coppe Italia: 2
Calvisano: 2003-04
Benetton Treviso: 2009-10
- Supercoppe d'Italia: 2
Benetton Treviso: 2006, 2009